# Oscar da Silva
Oscar Leon da Silva (* 21. September 1998 in München) ist ein deutscher Basketballspieler.

## Werdegang

### Privatleben und Vereinskarriere
Der gebürtige Münchner ist der Sohn einer deutschen Mutter und eines brasilianischen Vaters. Sein aus São Paulo stammender Vater war Boxer und betreibt ein brasilianisches Restaurant in München. Da Silva begann seine Basketball-Vereinslaufbahn beim DJK SB München, danach spielte er beim MTSV Schwabing. Dort wurde er von Trainer Robert Scheinberg gefördert. In der Jugend spielte er ebenfalls für die mit dem MTSV verbundene Internationale Basketballakademie München (IBAM). Nachdem er mit der IBAM deutscher Vizemeister geworden war, wurde er als bester Spieler der NBBL-Saison 2016/17 ausgezeichnet. Ab der Saison 2014/15 spielte er für die Herrenmannschaft der Schwabinger in der 1. Regionalliga. Bereits in seinem zweiten Spieljahr im Herrenbereich war da Silva mit 13,8 Punkten je Begegnung einer der Leistungsträger der MTSV-Mannschaft. In der Saison 2016/17 war er mit 18 Punkten je Begegnung bester Korbschütze des Schwabinger Regionalligisten. Da Silva schloss sein Abitur am Ludwigsgymnasium München mit einem Einser-Schnitt ab. Er beherrscht fünf Sprachen (Deutsch, Portugiesisch, Englisch, Spanisch, Französisch).
2017 wechselte er an die Stanford University in die Vereinigten Staaten. Er begann dort ein Biologiestudium mit den Schwerpunkten Biochemie sowie Biophysik und wurde Mitglied der Hochschulmannschaft. Für diese bestritt da Silva bis 2021 insgesamt 120 Spiele, er stand dabei 96 Mal in der Anfangsaufstellung. Er brachte es auf Mittelwerte von 12 Punkten und 5,9 Rebounds je Begegnung. In der Saison 2020/21 lieferte er die besten Werte seiner NCAA-Zeit ab (18,8 Punkte, 6,8 Rebounds/Spiel). 2020 und 2021 wurde er in die Mannschaft des Jahres der Pacific-12 Conference gewählt. Die Pacific-12 Conference zeichnete ihn 2021 des Weiteren als Sportler des Jahres und mit einem Preis (Tom Hansen Medal) aus, mit dem neben sportlichen und wissenschaftlichen Leistungen auch das Merkmal Führungsstärke gewürdigt wird. An der Stanford University wurde er im Juni 2021 als Träger des Biff Hoffman Award ausgewählt, mit dem jedes Jahr ein männlicher Sportler geehrt wird, der seine Hochschulzeit an der Stanford University beendet.
Ende März 2021 unterschrieb da Silva, dessen Bruder Tristan ebenfalls Leistungsbasketball spielt, seinen ersten Profivertrag, er wurde vom Bundesligisten MHP Riesen Ludwigsburg verpflichtet, deren Cheftrainer John Patrick ebenfalls an der Stanford University gespielt und studiert hatte. Bis zum Ende der Saison 2020/21 brachte er es in 17 Bundesliga-Einsätzen auf Mittelwerte von 6,6 Punkten und 3,2 Rebounds je Begegnung, er schied mit Ludwigsburg im Halbfinale aus. Im Sommer 2021 spielte er bei der NBA-Mannschaft Oklahoma City Thunder vor. Ende September 2021 wurde er von Alba Berlin verpflichtet, da Silva unterschrieb einen Dreijahresvertrag. Da Silva gewann mit Berlin im Februar 2022 den deutschen Pokalwettbewerb und im Juni 2022 die deutsche Meisterschaft. In der Bundesliga-Saison 2021/22 erzielte er in 32 Einsätzen für die Berliner im Schnitt 11,3 Punkte sowie 5,2 Rebounds.
Im Juli 2022 gab der FC Barcelona da Silvas Verpflichtung bekannt. Er erhielt einen Dreijahresvertrag. 2023 gewann er mit der Mannschaft die spanische Meisterschaft, da Silva trug zu dem Erfolg in 27 Ligaeinsätzen der Saison im Durchschnitt 5,9 Punkte bei. Er verließ den FC Barcelona nach der Saison 2023/24, die Katalanen nutzten eine Klausel, um den bis 2025 laufenden Vertrag vorzeitig aufzuheben. Da Silva kehrte hernach mit seinem Wechsel zum FC Bayern München in die Bundesliga und in seine Heimatstadt zurück. In der Saison 2024/25 gewann er mit der Mannschaft die deutsche Meisterschaft.

### Nationalmannschaft
Da Silva gewann im Jahr 2016 mit der deutschen U18-Nationalmannschaft das Albert-Schweitzer-Turnier. Zu diesem Erfolg trug er im Turnierverlauf im Schnitt 7 Punkte und 5,4 Rebounds je Begegnung bei. Er nahm mit den deutschen Auswahlmannschaften an der U18-Europameisterschaft 2016 und der U19-Weltmeisterschaft 2017 teil. Die U18-EM 2018 schloss er mit Deutschland auf dem vierten Platz ab. Bei der U19-WM erzielte da Silva die zweitmeisten Punkte sowie die drittmeisten Rebounds aller deutschen Spieler. 2019 wurde er in die A2-Nationalmannschaft berufen. Anfang August 2023 bestritt da Silva im Alter von 24 Jahren sein erstes Länderspiel für die deutsche A-Nationalmannschaft.
2024 trat er mit der deutschen Mannschaft bei den Olympischen Sommerspielen in Paris an und wurde Vierter.

## Erfolge

### Als Vereinsspieler
- Deutscher Meister: 2022, 2025
- Deutscher Pokalsieger: 2022
- Spanischer Meister: 2023

### Als Nationalspieler
- Sieger Albert-Schweitzer-Turnier: 2016